# Capiro

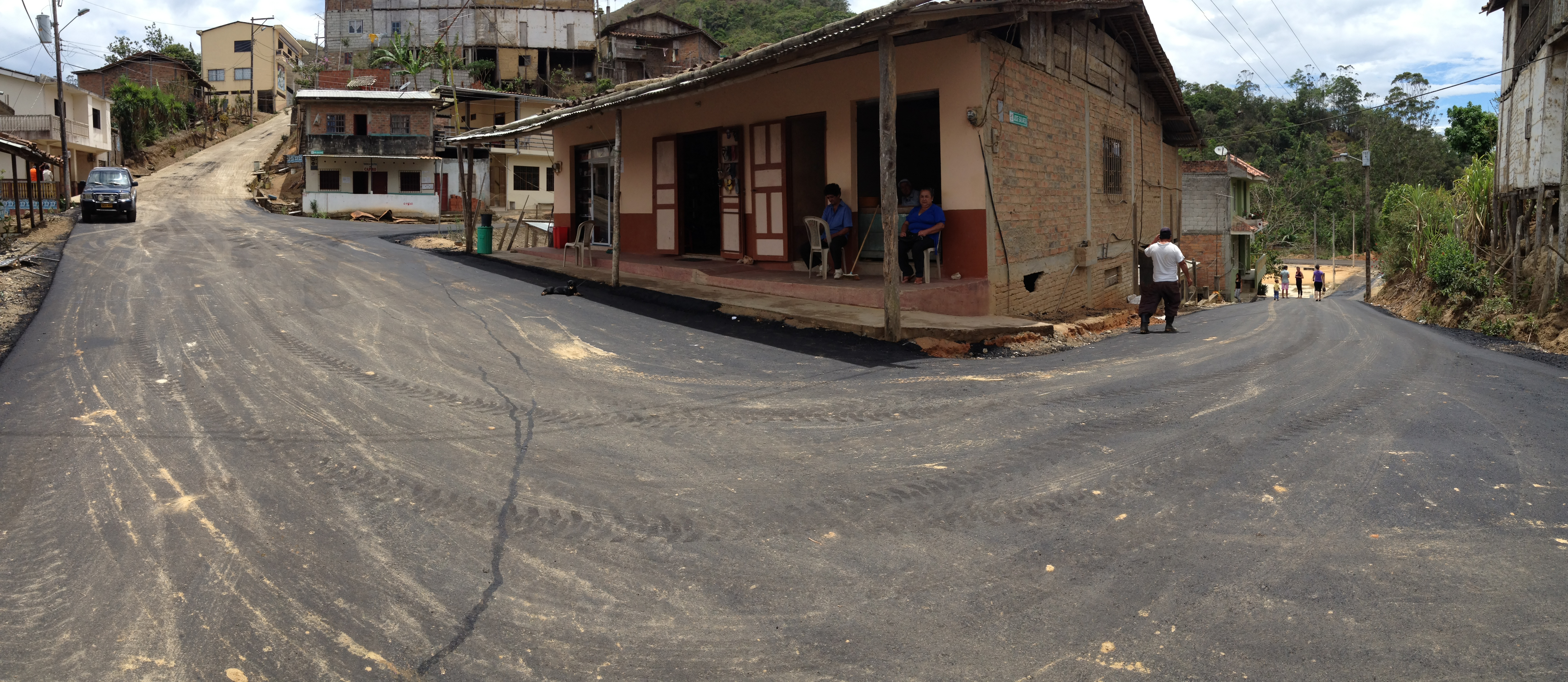
Asphaltierung der Straße in Capiro (2013)

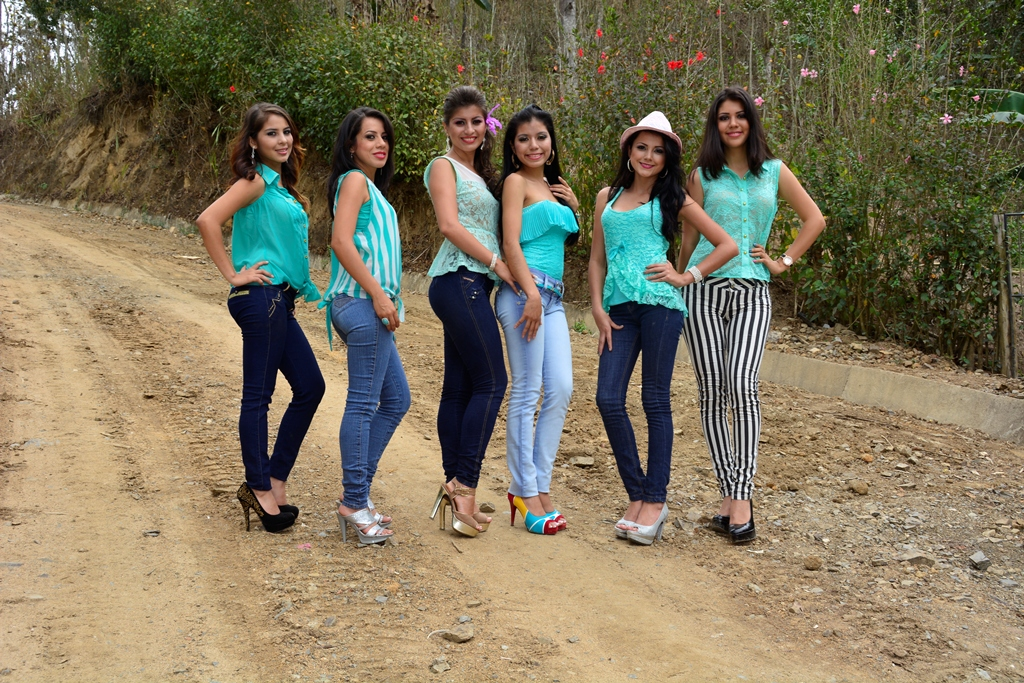
Kandidatinnen zur Königinnenwahl der Parroquia Capiro (2013)

Capiro ist eine Ortschaft und eine Parroquia rural („ländliches Kirchspiel“) im Kanton Piñas der ecuadorianischen Provinz El Oro. Die Parroquia besitzt eine Fläche von 144,5 km². Die Einwohnerzahl lag im Jahr 2010 bei 1870.

## Lage
Die Parroquia Capiro liegt im Südwesten von Ecuador in den westlichen Ausläufern der Anden. Der Río Pindo und der Río Puyango begrenzen das Verwaltungsgebiet im Südosten und im Süden. Der Río Moromoro, ein rechter Nebenfluss des Río Puyango, durchquert das Areal in südlicher Richtung. Der 1060 m hoch gelegene Ort Capiro befindet sich 8 km südsüdwestlich des Kantonshauptortes Piñas. Eine 14 km lange Nebenstraße verbindet Capiro mit Piñas. Die Fernstraße E50 (Arenillas–Loja) durchquert den äußersten Südwesten der Parroquia.
Die Parroquia Capiro grenzt im Nordosten an die Parroquia San Roque, im Südosten an die Parroquia El Rosario (Kanton Chaguarpamba, Provinz Loja), im Süden an die Parroquias Buenavista und Santa Rufina (beide ebenfalls im Kanton Chaguarpamba in der Provinz Loja), im Südwesten an die Parroquia Orianga (Kanton Paltas, Provinz Loja), im Westen an die Parroquia Balsas (Kanton Balsas) sowie im Norden an die Parroquia Moromoro und an das Municipio von Piñas.

## Orte und Siedlungen
Neben dem Hauptort Capiro gibt es noch folgende Sitios: Cascarillal, Conchicola, El Caucho, Guayacán, Guerras, Huacas, Los Amarillos, Tahuarcocha, Tahuín und Tinajas.

## Geschichte
Die Parroquia Capiro wurde am 13. Januar 1942 eingerichtet.